# Благодарственные молитвы по Святом Причащении
Благода́рственные моли́твы по Свято́м Причаще́нии — последование молитв православного христианина, после принятия им Божественных Тела и Крови Христовых в таинстве Святой Евхаристии. Эти молитвы содержат естественную радость с благодарностью Богу за Его долготерпение и просьбы к Нему об исцелении, укреплении и сохранении духовных и телесных сил причастившегося христианина, признающего свою немощь и греховность.
Благодарственные молитвы по Святом Причащении печатаются в Православном молитвослове, и каждый православный христианин должен их читать самостоятельно, или со вниманием и благоговением слушать, сразу после причащения, желательно до вкушения обычной пищи.

## Порядок совершения
Сразу после получения благодатного Причащения животворящих таинственных Даров, христианин должен тотчас воспеть и возблагодарить усердно и горячо от души к Богу.
- Священник возглашает:

Сла́ва Тебе́, Бо́же. Сла́ва Тебе́, Бо́же. Сла́ва Тебе́, Бо́же!
- Чтец произносит Благодарственную молитву, 1-ю: Благодарю́ Тя, Го́споди Бо́же мой, яко не отри́нул мя еси́ гре́шнаго…
- Затем — Молитву 2-ю, святого Василия Великого: Влады́ко Христе́ Бо́же, Царю́ веко́в и Соде́телю всех, благодарю́ Тя…
- Далее — Молитву 3-ю, святого Симеона Метафраста: Да́вый пи́щу мне плоть Твою́ во́лею, огнь сый и опаля́яй недосто́йныя…
- Потом — Молитву 4-ю: Те́ло Твое́ Святое́, Го́споди Иису́се Христе́ Бо́же наш, да бу́дет ми в живо́т ве́чный…
- Молитва 5-я, ко Пресвятой Богородице: Пресвята́я Влады́чице Богоро́дице, све́те помраче́нныя моея́ души́…
- Песнь Симеона Богоприимца: Ны́не отпуща́еши раба́ Твоего́, Влады́ко, по глаго́лу Твоему́ с ми́ром…
- Трисвятое по Отче наш…

- Возглас священника: Я́ко Твое́ есть Ца́рство…

1. Если совершалась литургия Иоанна Златоуста, тогда чтец произносит тропарь святителю Иоанну Златоустому, глас 8-й: Уст твои́х, я́коже све́тлость огня́, возсия́вши благода́ть…
2. Если совершалась литургия Василия Великого, следует читать тропарь уже святителю Василию Великому, глас 1-й: Во всю зе́млю изы́де веща́ние твое́, я́ко прие́мшую сло́во твое́…
3. Если же совершалась литургия преждеосвященных Даров, то — тропарь уже святителю Григорию Двоеслову, глас 4-й: И́же от Бо́га свы́ше Боже́ственную благода́ть восприе́м, сла́вне Григо́рие…

- Далее чтец произносит первую половину краткого славословия: Сла́ва Отцу́ и Сы́ну и Свято́му Ду́ху!

1. Если совершалась литургия Иоанна Златоуста, тогда чтец произносит кондак Иоанну Златоусту, глас 6-й: От небе́с прия́л еси́ Боже́ственную благода́ть, и твои́ми устна́ми…
2. Если совершалась литургия Василия Великого, следует читать кондак также Василию Великому, глас 4-й: Яви́лся еси́ основа́ние непоколеби́мое Це́ркве, подая́ всем некрадо́мое госпо́дство…
3. Если же совершалась литургия преждеосвященных Даров, то — кондак Григорию Двоеслову, глас 3-й: Подобонача́льник показа́лся еси́ Нача́льника па́стырем Христа́, и́ноков чреды́, о́тче Григо́рие…

- Последняя половина краткого славословия: И ны́не и при́сно и во ве́ки веко́в. Ами́нь!
- Богородичен: Предста́тельство христиа́н непосты́дное, хода́тайство ко Творцу́ непрело́жное, не пре́зри гре́шных…
- «Го́споди, поми́луй!» (12 раз). Сла́ва Отцу́ и Сы́ну и Свято́му Ду́ху, и ны́не и при́сно и во ве́ки веко́в. Ами́нь! Честне́йшую Херуви́м и сла́внейшую без сравне́ния Серафи́м, без истле́ния Бо́га Сло́ва ро́ждшую, су́щую Богоро́дицу Тя велича́ем!

И́менем Госпо́дним благослови́, о́тче!
1. В кафедральных соборах, в храмах и в духовных школах, где настоятелем или наместником является Патриарх Московский и всея Руси, а также на патриарших подвориях и в ставропигиальных монастырях, в этом случае чтецы должны произносить: И́менем Госпо́дним Святе́йший Влады́ко благослови́!
2. В кафедральных соборах, в храмах и в духовных школах, где настоятелем или наместником является какой-либо митрополит или архиепископ, или на архиерейских подворьях митрополии, а также в монастырях, где правящий епархиальный митрополит или архиепископ является Священно-архимандритом, чтецы в этом случае произносят: И́менем Госпо́дним Высокопреосвяще́ннейший Влады́ко благослови́!
3. В кафедральных соборах, в храмах и в духовных школах, где настоятелем или наместником является какой-либо епископ, или на архиерейских подворьях епархии, а также в монастырях, где правящий епархиальный епископ является Священно-архимандритом, чтецам в этом случае следует произносить: И́менем Госпо́дним Преосвяще́ннейший Влады́ко благослови́!

- Иерей творит отпуст: Христо́с, и́стинный Бог наш, моли́твами Пречи́стыя Своея́ Ма́тери…
- Чтец: Ами́нь! Го́споди, поми́луй! Го́споди, поми́луй! Го́споди, поми́луй!

Часто последние 3 раза «Го́споди, поми́луй!» — произносит не чтец, а поёт церковный хор. От Пасхи, до отдания Пасхи здесь певчие трижды поют:
Христо́с воскре́се из ме́ртвых, сме́ртию смерть попра́в, и су́щим во гробе́х Живо́т дарова́в!
После причащения христианин должен пребывать в чистоте, воздержании и немногословии, чтобы достойно сохранить в себе Христа принятого.

## Молитвы священнослужителей после Причащения
После Причащения в алтаре у престола, священнослужители по Служебнику читают благодарственные молитвы, которые значительно отличается от молитв для мирян:
1. Воскресная песнь: Воскресе́ние Христо́во ви́девше, поклони́мся Свято́му Го́споду Иису́су…
2. Ирмос 9-й песни канона Пасхи: Свети́ся, свети́ся, Но́вый Иерусали́ме: сла́ва бо Госпо́дня на Тебе́ возсия́…
3. Последний тропарь 9-й песни канона Пасхи: О Па́сха ве́лия и Свяще́ннейшая, Христе́! О му́дросте, и Сло́ве Бо́жий, и си́ло…